# Pustá jaskyňa
Pustá jaskyňa (pol. Jaskinia Pusta) – jaskinia w Dolinie Demianowskiej w Niżnych Tatrach na Słowacji, wchodząca w skład wielkiego systemu jaskiniowego Doliny Demianowskiej.

## Położenie
Znajduje się we wschodnich (prawych orograficznie) zboczach Doliny Demianowskiej. Naturalne wejście do niej znajduje się w bocznej dolince o nazwie Pustá, na wysokości 934 m n.p.m., tj. ok. 90 m ponad dnem głównej doliny. Drugie wejście to dolny otwór, sztucznie przekopany w 1950 r. przy ujściu Machnatej dolinky, na wysokości 886 m n.p.m. (obecnie zawalony od wewnątrz jaskini)

## Historia poznania
Jaskinia została odkryta w 1923 r. i już wkrótce pojawiły się przypuszczenia, że najprawdopodobniej wchodzi ona w skład większego systemu jaskiniowego, składającego się z szeregu innych jaskiń po tej samej stronie doliny. Połączenie między Pustą Jaskinią a Demianowską Jaskinią Wolności udało się odnaleźć grupie słowackich speleologów pod kierunkiem Antona Droppy i Vaclava Nemca 2 lipca 1951 r. Według pomiarów A. Droppy długość jaskini wynosiła 1890 m. W wyniku intensywnej eksploatacji w ciągu następnego półwiecza łączna długość korytarzy jaskini wzrosła do 4106 m. W 2001 oraz 2004 r. zostały odkryte obszerne fragmenty górnego piętra jaskini. W 2011 r. dzięki działalności speleologów z Klubu Jaskiniowego Dolina Demianowska (słow. Jaskyniarsky klub Demänovská Dolina) jaskinia osiągnęła 5425 m długości i 166 m deniwelacji.

## Opis
Jaskinia Pusta jest najwyżej leżącą znaną jaskinią systemu, tworzonego przez podziemny tok Demianówki. Wejściowa studnia, znana jako Psie diery, ma głębokość ok. 15 m. Jaskinia jest rozwinięta w dwóch dobrze wyróżniających się piętrach. Górne piętro, leżące ok. 80 m ponad aktywnym tokiem podziemnej Demianówki, jest przykładem starej jaskini o przeważającym charakterze korozyjnym i zawaliskowym, z „martwą” już szatą naciekową. Widoczne są w nim pozostałości starych nanosów rzecznych z granitowymi otoczakami. Jest ono połączona z dolnymi partiami przepaścią głęboką na 96 m. Pod nią znajdują się wielkie sale: Hlinená sieň i Achátový dóm z podziemnym ciekiem. Dolne piętro ciągnie się średnio ok. 10 m powyżej koryta aktywnego cieku wodnego. Koryto to jednak jest widoczne w jaskini jedynie we fragmentach, poprzerywane syfonami. Dolne partie mają świeżą, różnobarwną i stale rosnącą szatę naciekową.
Istniała teoria, że wody w najniższych partiach jaskini pochodzą z ponorów usytuowanych w Dolinie Demianowskiej na Lúčkach (ok. 1350 m dalej w górę doliny i 130 m wyżej), jednak badania metodami radioizotopowymi z 1988 r. nie potwierdziły tego. Istnieje przypuszczenie, że jaskiniowy ciek odwadnia znaczną część masywu Krakowej Hali.